# LIFE (山崎まさよしのアルバム)
『LIFE』（ライフ）は、山崎まさよし通算11枚目のオリジナルアルバム。2016年12月14日発売。制作はEMI Records、発売・販売元はユニバーサルミュージック合同会社。規格品番は特別盤がUPCH-20440、通常盤がUPCH-20441。

## 解説
- 前作『FLOWERS』以来、約3年ぶりとなるフルアルバム。
- 特別盤に付属するDVDには、2015年5月8日に東京文化会館にて行われた『山崎まさよしString Quartet“HARVEST”』のライブ映像、ボーナス映像として『空へ』のPVを収録。

## 収録曲（CD）
- 全曲とも作詞・作曲・編曲：山崎将義

1. 贈り物 (2:53)
2. パイオニア (4:17)
3. ターミナル (3:52)
  - 33rdシングルc/w。日本テレビ系『ぶらり途中下車の旅』エンディングテーマ（2016年1月～3月）。
4. Take Me There (4:29)
  - 東急ハンズ40周年記念ソングとして書き下ろした『Take Me To HANDS』のアルバムバージョン。
5. さなぎ (4:16)
6. 光源 (4:12)
  - 34thシングルc/w。テレビ東京ドラマスペシャル 湊かなえサスペンス『望郷』主題歌。
7. 空へ (4:37)
  - 33rdシングル。東宝配給映画『ドラえもん 新・のび太の日本誕生』主題歌。
8. ポラロイド写真 (4:32)
9. アンドロイド (4:58)
10. カゲロウ (4:05)
  - 32ndシングルc/w。日本テレビ系『ぶらり途中下車の旅』エンディングテーマ（2015年10月～12月）。
11. 紛失 (4:29)
12. 君の名前 (3:48)
  - 34thシングル。

## 収録曲（DVD）
1. Flowers
2. ドミノ
3. Fat Mama
4. 晴男
5. Englishman In New York
6. セロリ
7. お家へ帰ろう
8. 空へ（ミュージック・ビデオ）
  - ボーナス映像として収録。